# Den sproglige vending
Den sproglige vending er en teoriudvikling inden for humaniora, der problematiserer "den umiddelbare (neutrale) forbindelse mellem et fænomen eller en ting og et bestemt sprogligt udtryk" og som fremfører, at fænomener og begreber ikke kan eksistere uden et sprog; "eller mere præcist, de er ikke mere fundamentale end det sprog, hvorigennem de formuleres." Denne indsigt/påstand medfører, at "adgangen til virkeligheden uundgåeligt går gennem sproget." Derfor bliver sproget et særligt centralt fænomen at forholde sig til, da sproget ikke som sådan er "et neutralt redskab, der blot formidler virkeligheden til os. [...] Kort sagt skaber sproget, hvad det benævner. " En central tanke for den sproglige vending er, at sprog har en central rolle samfundsstrukturer.

## Baggrund
For nogle kritikere er den sproglige vending relateret til Thomas Kuhns videnskabssociologiske hovedværk The Structure of Scientific Revolutions (1960). Selve udtrykket opstod i akademiske diskussioner i USA og blev især  især kendt efter Richard Rortys antologi The Linguistic Turn. Essays in Philosophical Method fra 1967. Ludwig Wittgenstein sprogfilosofiske arbejder betragtes nogle gange som en forudsætning for den sproglige vending, da dette arbejde er en central årsag til, at 1900-tallets akademiske tænkning begyndte at orientere sig mod sproget. Mere specifikt er der her tale om Wittgensteins første arbejde fra 1921 Tractatus Logico-Philosophicus ("Logisk-filosofisk afhandling"), hvor hovedideen var, at filosofiske problemer opstår ved misforståelser af sprogets logik samt hans senere arbejde Philosophische Untersuchungen ("Filosofiske undersøgelser" 1953, posthumt), der især undersøger såkaldte sprogspil.

## Historiefaget
For historiefaget har kritikere med udgangspunkt i den den sproglige vending argumenteret for, at videnskabelig forskning i fortiden ikke længere er mulig. Kritikere som Roland Barthes og Hayden White påstår således, at historie ikke adskiller sig fra fiktion, men er en form for fiktion. White argumenterer for, at forskere nok kan finde frem til fakta om fortiden, men det at skrive om historiske sammenhænge bunder i æstetiske og etiske overvejelser og ikke i videnskabelige overvejelser. Disse opfattelser er ofte opfattet som radikale inden for historiefaget, omend mere "afmålte" indsigter fra den sproglige vending har påvirket historiefagets diskussioner.[kilde mangler]